# Profesionalen Futbolen Klub Marica Plovdiv
Il Profesionalen Futbolen Klub Marica Plovdiv (in bulgaro Професионален Футболен Клуб Марица Пловдив?), noto come Marica Plovdiv (traslitterazione anglosassone Maritsa Plovdiv), è una società calcistica bulgara di Plovdiv. Milita nella Vtora liga, la seconda serie del campionato bulgaro di calcio.
Costituito nel 1921 con la fusione di due club locali, il Vampir e il Trite Konski Sili, trae il nome dal fiume Marica, che bagna Plovdiv. Conta quattro stagioni in massima serie (1967-1968, 1969-1970, 1970-1971 e 1996-1997) e ha raggiunto le semifinali della Coppa di Bulgaria nel 1996-1997.
La squadra gioca le proprie partite casalinghe allo stadio Marica di Plovdiv (5 000 posti).

## Organico

### Rosa 2021-2022
Aggiornata al 1º luglio 2021.
| N. |                     | Ruolo | Calciatore                     |
| -- | ------------------- | ----- | ------------------------------ |
| 4  | Bulgaria (bandiera) | D     | Velichko Velichkov             |
| 5  | Bulgaria (bandiera) | D     | Dimitar Avramov                |
| 6  | Bulgaria (bandiera) | C     | Sami Mehmedov                  |
| 7  | Bulgaria (bandiera) | C     | Simeon Veshev                  |
| 8  | Bulgaria (bandiera) | C     | Aleksandar Pramatarov          |
| 9  | Bulgaria (bandiera) | A     | Georgi Georgiev                |
| 10 | Bulgaria (bandiera) | C     | Veselin Marchev                |
| 12 | Bulgaria (bandiera) | P     | Viktor Petkov                  |
| 15 | Bulgaria (bandiera) | C     | Hristian Dimitrov              |
| 16 | Bulgaria (bandiera) | C     | Yanko Angelov                  |
| 17 | Bulgaria (bandiera) | A     | Valeri Domovchiyski (capitano) |
| 18 | Bulgaria (bandiera) | C     | Daniel Spasov                  |
| 19 | Bulgaria (bandiera) | C     | Martin Gaziev                  |
| 21 | Bulgaria (bandiera) | C     | Stanislav Malamov              |

| N. |                     | Ruolo | Calciatore        |
| -- | ------------------- | ----- | ----------------- |
| 22 | Bulgaria (bandiera) | P     | Georgi Ivanov     |
| 23 | Bulgaria (bandiera) | C     | Teodor Farkov     |
| 24 | Bulgaria (bandiera) | D     | Angel Granchov    |
| 33 | Bulgaria (bandiera) | P     | Petar Nachev      |
| 77 | Bulgaria (bandiera) | C     | Aykut Yanukov     |
| 86 | Bulgaria (bandiera) | P     | Iliya Nikolov     |
| 87 | Bulgaria (bandiera) | A     | Mariyan Tonev     |
|    | Bulgaria (bandiera) | D     | Martin Lazov      |
|    | Bulgaria (bandiera) | D     | Yordan Peychinov  |
|    | Bulgaria (bandiera) | D     | Borislav Donchev  |
|    | Bulgaria (bandiera) | C     | Iliyan Yordanov   |
|    | Bulgaria (bandiera) | C     | Milen Tanchev     |
|    | Bulgaria (bandiera) | A     | Stanimir Dimitrov |

## Palmarès

### Competizioni nazionali
- Treta amat'orska futbolna liga: 1

gruppo sud-est: 2020-2021

### Altri piazzamenti
- Coppa di Bulgaria:

Semifinalista: 1996-1997